# 너새니얼 호손
너새니얼 호손(영어: Nathaniel Hawthorne, 미국식 영어 발음: /nəˈθæn.jəl ˈhɔ.θɔɹn/, 1804년 7월 4일 ~ 1864년 5월 19일)은 미국의 소설가, 외교관이다.

## 생애와 작품세계

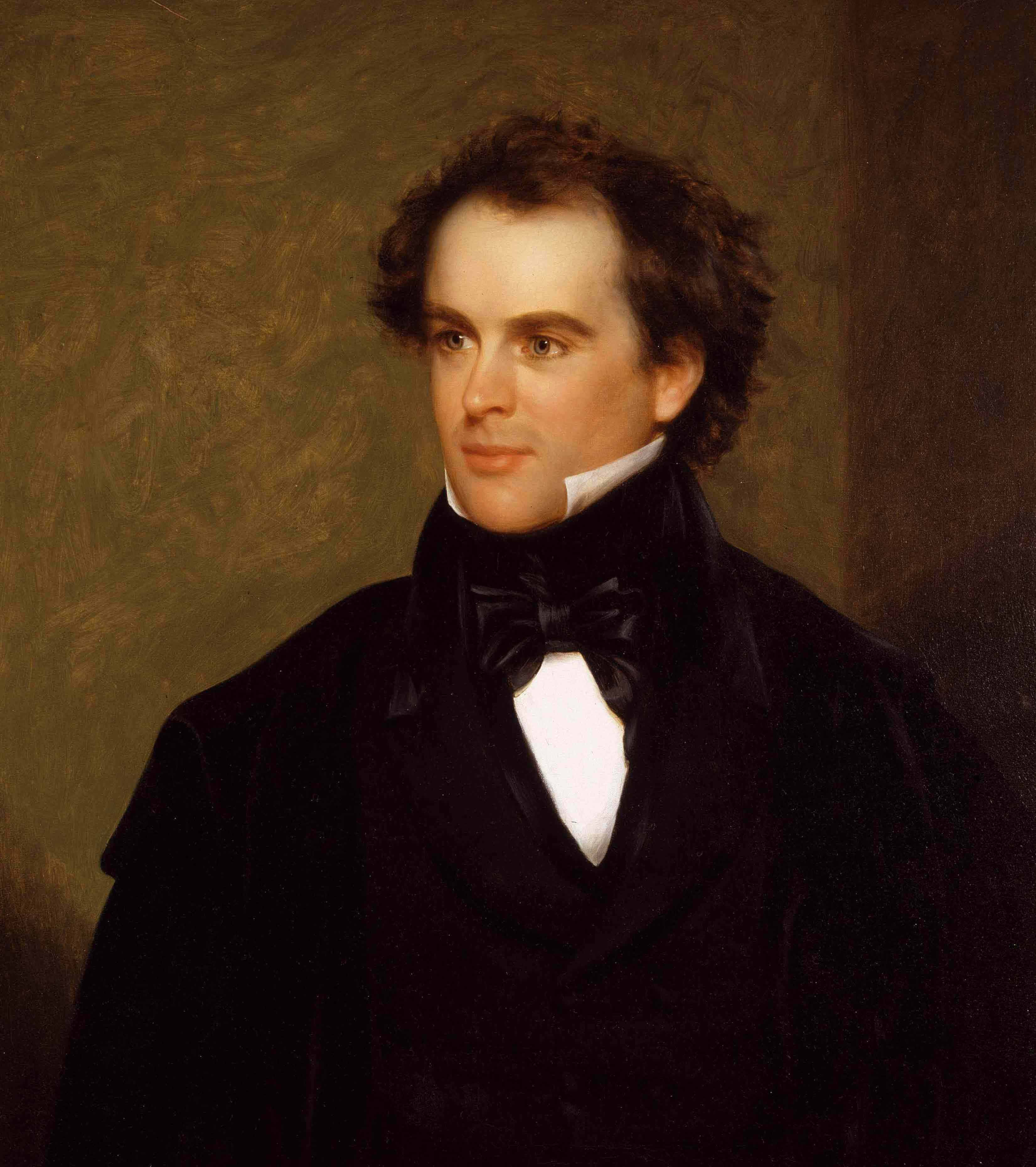
너새니얼 호손, 1841

### 성장과정
너새니얼 호손은 미국 매사추세츠주 세일럼에서 선장인 너새니얼 해손 시니어(Nathaniel Hathorne Sr.)와 엘리자베스 클라크 메닝(Elizabeth Clarke Manning) 부부 사이에서 출생했다. 본명은 너새니얼 해손(Nathaniel Hathorne)이다. 뉴 잉글랜드 지방의 청교도적인 전통은 그의 가정 배경과 함께 평생 그를 따라다녔다. 특히 고조부인 존 해손(John Hathorne)이 세일럼의 마녀사냥 때 즉, 17세기 뉴잉글랜드에서 청교도들이 일부 주민들을 마녀로 몰아세워서 처형하거나 고문으로 죽인 사건때 엄혹한 재판관 노릇을 한 것은 일찍부터 '저주'의 어두운 그늘로서 그의 마음을 사로잡고 있었다. 호손은 인간의 도덕적, 사회적 생활 속에 감추어진 내부의 의식에 주된 관심을 돌려, 인간의 내면세계를 윤리적 관점에서 탁월한 상징수법으로 분석했다. 인간의 공통된 죄를 은폐하려는 사회의 위선과 편협을 증오했고, 인간적인 만족과 쾌락을 거부하는 금욕적인 생각에 반발했다. 그는 또한 누구나 저지를 수 있는 공통적인 죄를 저지르게 된 인간이 위선적인 종교와 사회에 의하여 냉혹한 비판을 받게 되는 데에 분개하고 스스로 그들의 죄를 나누어지려 했다.

### 대학교 시절
1816년 호손은 가족과 더불어 메인주의 산골 레이먼드로 가서 3년 동안을 지냈는데 이곳에서 그는 고독을 벗하며 생활했다. 1819년 세일럼으로 돌아와 1821년 17세때에 보든 대학교에 입학했다. 학업에서는 그리 뛰어나지 못했으나 그즈음 그는 벌써 영국의 위대한 문학에 비길 만한 미국문화 창조의 야망에 불타서 열심히 글을 쓰기 시작했다. 그는 대학 재학 중에 동창인 헨리 워즈워스 롱펠로, 호레이쇼 브리지, 그리고 후에 대통령이 된 프랭클린 피어스와 사귀게 된다.

### 문학활동
대학을 졸업한 후 12년간, 그는 세일럼의 어머니 집에서 칩거생활을 했다. 그는 거의 사람들과 교제를 피하고 홀로 자기 방에 틀어박혀 광범위한 독서와 습작으로 시간을 보냈다. 이때 그는 뉴잉글랜드 지방의 청교도적인 배경과 그 정신적 기질을 탐구하여 자신 속에 배어 있는 청교도 정신에 대한 비판정신을 키웠다.그의 첫 출판은 보든 대학 시절을 소재로 한 로맨틱한 <팬쇼>란 소설로 1828년 익명으로 자비출판했으나 뒤에 그 작품에 불만을 느낀 나머지 모두 회수하여 없애버리고 말았다.
한동안 그는 단편에만 손을 대어 1838년까지 적어도 44편의 단편 및 소품들을 발표했다. 1830년 문예지 <더 토큰>에 단편을 발표한 후, 다시 1837년 <더 토큰>의 것과 여러 잡지에 발표되었던 작품들 중 18편을 추려 <트와이스 톨드 테일스>라는 단편집을 브리지의 주선으로 출판했다. 이것이 대학 동창인 롱펠로가 천재라고 칭찬한 글을 비롯하여, 다소 호평을 받게 되어 바깥 세상에 알려지는 계기가 되었다. 그러나 여전히 수입은 극히 적었으며 그가 얻은 명성과 성공은 아직 대단한 것은 아니었다.

### 행복한 결혼 생활
1842년 7월 9일 소피아 피바디와 결혼하여 콩코드에 있는 에머슨 소유의 구 목사관에서 가난에 쪼들린 생활을 시작하지만 두 사람에게 있어서는 더할 나위 없이 행복한 생활이었다. 소피아는 격려와 비판을 아끼지 않는 내조형의 아내였는데, 그들의 결혼생활이 얼마나 행복했는지 말해주는 일화가 있다. 호손은 세관에서 근무하다가 해고되었는데, 부인은 "난 당신이 글쓰기에만 몰두하게 되어 기쁘게 생각해요."라며 남편의 창작활동을 격려했다. 그 말을 들은 호손이 "돈벌이를 할 수 없는데,어떻게 생활을 유지할지 걱정이오."라고 말하자,소피아는 남편이 가져온 월급에서 일부를 저금한 돈을 보여주었다. 부인의 세심한 배려에 감동받은 호손은 첫 번째 작품을 발표했는데, 그 작품이 바로 《주홍글씨》라는 것이다. 그러나 집필만으로는 생계유지가 힘들어 다시 일자리를 구하지 않으면 안되게 되었다. 1852년 5월 웨이사이드로 이사하여 결혼 후 처음으로 아늑한 분위기를 누렸다. 같은 해 7월 부르크 농장에서의 경험을 소재로 한 이상사회와 자선사업에 대한 풍자와 삼각연애를 그린 <블라이드데일 로맨스>를 출판했으나 <주홍 글씨>, <일곱 박공의 집>보다는 평이 좋지 못했다.

### 외교관 활동
이 해에 친구 피어스가 대통령에 출마하자 자진해서 그를 위해 <피어스 전>을 썼다. 다행히 피어스가 대통령에 당선되어 그는 피어스에 의해 리버풀 영사로 임명되었다. 호손은 7월 6일, 가족과 함께 보스턴을 떠나 영국으로 건너갔다. 1857년 8월 영사직을 사임한 그는 유럽 각지를 여행한 후 1860년 6월 28일에 귀국하여 1864년까지 매사추세츠주 콩코드의 웨이사이드 저택에 정착하면서 다시 집필을 시작, 영국의 풍경, 생활풍습 등을 스케치풍으로 그린 작품들을 발표하여 호평을 얻었다. 그러나 차차 창작력과 건강이 쇠퇴하여, 1864년 5월 보양차 친구 피어스와 함께 뉴햄프셔 힐로 여행중 플리머스에서 60세의 일기로 객사했다.

## 작품

### 소설
- 《팬쇼》(Fanshawe, 1828년) 익명 출판
- 《주홍글씨》 (The Scarlet Letter, 1850)
- 《일곱박공의 집》 (The House of the Seven Gables, 1851)
- 《블라이드데일 로맨스》(The Blithedale Romance, 1852)

### 단편소설
- 《젊은 굿맨 브라운》(Young Goodman Brown, 1835)
- 《두번 해준 이야기》(Twice-Told Tales, 1837)
- 《할아버지의 의자》(Grandfather's Chair, 1840)
- 《모반》(The Birth-Mark, 1843)
- 《라파치니의 딸》(Rappaccini's Daughter, 1844)
- 《낡은 목사관의 이끼》(Mosses from an Old Manse, 1846)
- 《눈의 이미지와 다른 두번 해준 이야기》(The Snow-Image, and Other Twice-Told Tales, 1852)
- 《소녀와 소년들을 위한 놀라운 책》(A Wonder-Book for Girls and Boys, 1852)
- 《탱글우드 이야기》(Tanglewood Tales, 1853)
- 《달리버 로맨스와 단편》(The Dolliver Romance and Other Pieces, 1876)
- 《큰바위 얼굴과 다른 흰 산 이야기》(The Great Stone Face and Other Tales of the White Mountains, 1889)
- 《하늘철도와 단편》(The Celestial Railroad and Other Short Stories,)

## 같이 보기
- 에드거 앨런 포
- 허먼 멜빌